# Союз-3
Союз-3 — радянський космічний корабель серії «Союз», запущений на орбіту 26 жовтня 1968 року. На борту корабля був один космонавт, Береговий Георгій Тимофійович.
Після запуску корабель мав зістикуватись в ручному режимі з безпілотним кораблем Союз-2, але через помилку космонавта було здійснено кілька спроб, після чого закінчилось пальне і довелось припинити політ.

## Екіпаж
- Основний: Береговий Георгій Тимофійович
- Дублерний: Шаталов Володимир Олександрович
- Резервний: Волинов Борис Валентинович